# 孝行球児
孝行球児（こうこうきゅうじ）は、日本のお笑いコンビ。ラフィーネプロモーション所属。

## メンバー
得 コータロー（本名：得 耕太郎〈とく こうたろう〉1989年9月25日 -（35歳））
鹿児島県奄美大島出身、鹿児島県立大島高等学校卒業。身長175 cm、体重72 kg。血液型はA型。BWHはそれぞれ87・86・94、足の大きさ27.5 cm。
趣味は野球観戦、海外ドラマ、競馬、パチンコ、夜散歩、コインランドリーでひと息つくこと。
特技は知らない話題でも知ってる感を出して相槌を打つ、奄美の六調を踊る、バンド。

メイデン古茂田（本名：古茂田 芳光〈こもだ よしみつ〉1985年8月3日 -（39歳）
愛知県出身。身長163 cm、体重69 kg。血液型はO型。BWHはそれぞれ97・88・95、足の大きさ27 cm。
趣味は野球観戦（高校、大学、社会人、プロ）、素振り、グローブ手入れ。
特技は野球（2003春、夏の甲子園に背番号4で出場。全日本大学野球選手権3年連続ベスト4、中部都市優勝（社会人野球軟式）、愛工大名電（後輩に十亀剣）→創価大学（後輩に小川泰弘、田中正義）→Panasonic電工SUNX）、人に出身地を聞いて勝手に強豪校出身にする、高校の硬式野球部コーチ経験あり、野球モノマネ。
普通自動車免許を所持している。

## 来歴
得は高校1年まで本気でプロ野球選手を目指していたが、周りの才能に圧倒されて諦めた。高校を卒業してからは大学には進学せず、小さい頃から憧れていた芸人になろうと考えて東京にいた親戚を頼り上京する。
古茂田は小学校の頃、ボキャブラブームに影響を受けて体育館に同級生を呼びコントなどをやっていた。中学を卒業間際には地元から上阪し吉本興業に所属するつもりだったが、当時甲子園で活躍していた松坂大輔の人気に触発され愛工大名電へ進学。甲子園にも3回行き、大学・社会人まで野球を続けていたがどうしても芸人になりたい思いを捨てきれず、勤めていた会社を退社して上京。
共にワタナベコメディスクール在学中は異なるコンビで活動していたが、卒業してからは個人的に仲が良かったということもありそれぞれの相方であるキョン・林シンジと共にコンビが合流してカルテット「四国志」を結成。1年ほどしてキョンが脱退し、「トリオ・DE・トリオ」にグループ名を改めた。やがて林も脱退したため、2016年10月から正式にコンビとなる。一時期はもう1人を入れて「クライマックス」として活動していたこともある。
先述の通り2人は野球経験者だったものの、コンビ結成から間もない頃は「果汁」という野球とは一切関係のないコンビ名を付けていた。事務所へ所属せずフリーで活動していたある日、サンミュージックプロダクションのオーディションを受けに行って古茂田の経歴を見た審査員から「甲子園に出たことを活かしたネタを作った方が良い」とアドバイスを貰う。それからは「分かる人には分かる」かなり入り組んだ野球ネタを披露してみると、思いの外手応えがあったため現在の芸風に定まった。
コンビ名はいくつかの候補の中から、古茂田の学生時代からの関係であったプロ野球選手たちに決めてもらった。
2018年に開設された元プロ野球選手・高木豊のYouTubeチャンネルにアシスタントとして出演していたが、お笑いに専念するため2019年7月頃よりアシスタントを降板している。

## 芸風
主に野球をテーマにしたネタを演じる。舞台衣装は2人とも胸にコンビ名の刻まれたユニフォームを着用する機会が多いが、片方だけユニフォームというパターンもある。

## 出演

### テレビ
- 無料屋（テレビ朝日）
- 15ビョーーーン（TBSテレビ）
- 有吉の壁（日本テレビ）- 「助っ人と壁を越えろ! おもしろ学校選手権」にてハナコの助っ人芸人として出演[7]。

### ラジオ
- サンドウィッチマンの天使のつくり笑い（NHKラジオ第1放送）

### 映画
- 青空エール ※古茂田のみ

### その他
- 高木豊YouTubeチャンネル（2018年 - 2019年）アシスタント